# Money in the Bank ladder match

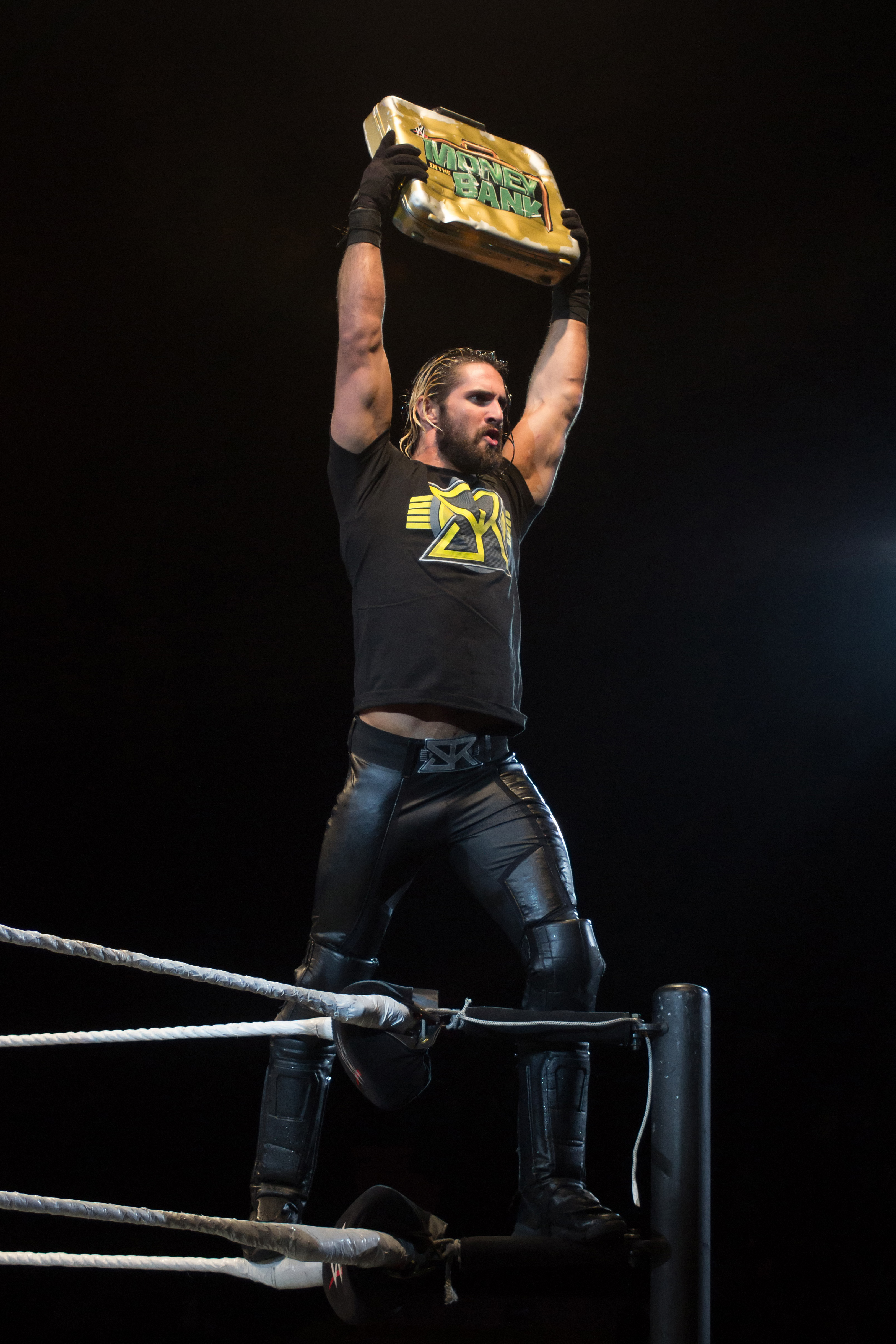
Seth Rollins con la valigetta del Money in the Bank utilizzata fino al 2016

Il Money in the Bank Ladder match è un incontro di wrestling praticato nella WWE.
Il match ha debuttato il 3 aprile 2005, a WrestleMania 21, e fino al 28 marzo 2010 si disputava soltanto nell'edizione annuale di WrestleMania; a partire dal 18 luglio 2010 si è invece spostato nell'omonimo pay-per-view dedicato.

## Formula
Il Money in the Bank Ladder match è una variante del ladder match e la sua stipulazione speciale consiste nello staccare per primo una valigetta appesa con un gancio al di sopra del ring; il vincitore ha la possibilità di sfidare qualunque campione della federazione in qualsiasi momento entro i dodici mesi successivi. 
Dal 2005 e il 2010, con l'evento disputato solamente nell'edizione annuale di WrestleMania, il cui vincitore poteva sfidare il campione mondiale di uno dei due roster (Raw o SmackDown), ma, con lo spostamento dell'incontro in un pay-per-view dedicato, le valigette divennero due, una per il WWE Championship ed una per il World Heavyweight Championship; in seguito all'unificazione dei due titoli il 15 dicembre 2013, tornò ad esserci una sola valigetta. Dal 2017 venne introdotta anche la versione femminile.
Il 7 novembre 2022 venne annunciato che il Money in the Bank poteva essere utilizzato per qualsiasi titolo: Theory, infatti, incassò il contratto per sfidare lo United States Champion Seth Rollins, risultando essere il primo ad incassare la valigetta per un titolo secondario, fallendo tuttavia.
Il 27 maggio 2023, a Night of Champions, venne introdotto il World Heavyweight Championship vinto da Seth Rollins contro AJ Styles; anche questo nuovo titolo mondiale, insieme al WWE Championship, può essere vinto tramite il Money in the Bank.

## Albo d'oro
| #   | Evento            | Data           | Città        | Vincitore       | Altri partecipanti                                                                             |
| --- | ----------------- | -------------- | ------------ | --------------- | ---------------------------------------------------------------------------------------------- |
| 1º  | WrestleMania 21   | 3 aprile 2005  | Los Angeles  | Edge            | Chris Benoit, Chris Jericho, Christian, Kane e Shelton Benjamin                                |
| 2º  | WrestleMania 22   | 2 aprile 2006  | Rosemont     | Rob Van Dam     | Bobby Lashley, Finlay, Matt Hardy, Ric Flair e Shelton Benjamin                                |
| 3º  | WrestleMania 23   | 1º aprile 2007 | Detroit      | Mr. Kennedy     | CM Punk, Edge, Finlay, Jeff Hardy, King Booker, Matt Hardy e Randy Orton                       |
| 4º  | WrestleMania 24   | 30 marzo 2008  | Orlando      | CM Punk         | Carlito, Chris Jericho, John Morrison, MVP, Mr. Kennedy e Shelton Benjamin                     |
| 5º  | WrestleMania 25   | 5 aprile 2009  | Houston      | CM Punk         | Christian, Finlay, Kane, Kofi Kingston, Mark Henry, MVP e Shelton Benjamin                     |
| 6º  | WrestleMania 26   | 28 marzo 2010  | Glendale     | Jack Swagger    | Christian, Dolph Ziggler, Drew McIntyre, Evan Bourne, Kane, Matt Hardy, MVP e Shelton Benjamin |
| 7º  | Money in the Bank | 18 luglio 2010 | Kansas City  | Kane            | Big Show, Christian, Cody Rhodes, Dolph Ziggler, Drew McIntyre, Kofi Kingston e Matt Hardy     |
| 8º  | Money in the Bank | 18 luglio 2010 | Kansas City  | The Miz         | Chris Jericho, Edge, Evan Bourne, John Morrison, Mark Henry, Randy Orton e Ted DiBiase Jr.     |
| 9º  | Money in the Bank | 17 luglio 2011 | Rosemont     | Alberto Del Rio | Alex Riley, Evan Bourne, Jack Swagger, Kofi Kingston, The Miz, R-Truth e Rey Mysterio          |
| 10º | Money in the Bank | 17 luglio 2011 | Rosemont     | Daniel Bryan    | Cody Rhodes, Heath Slater, Justin Gabriel, Kane, Sheamus, Sin Cara e Wade Barrett              |
| 11º | Money in the Bank | 15 luglio 2012 | Phoenix      | John Cena       | Big Show, Chris Jericho, Kane e The Miz                                                        |
| 12º | Money in the Bank | 15 luglio 2012 | Phoenix      | Dolph Ziggler   | Christian, Cody Rhodes, Damien Sandow, Santino Marella, Sin Cara, Tensai e Tyson Kidd          |
| 13º | Money in the Bank | 14 luglio 2013 | Philadelphia | Randy Orton     | Christian, CM Punk, Daniel Bryan, Rob Van Dam e Sheamus                                        |
| 14º | Money in the Bank | 14 luglio 2013 | Philadelphia | Damien Sandow   | Antonio Cesaro, Cody Rhodes, Dean Ambrose, Fandango, Jack Swagger e Wade Barrett               |
| 15º | Money in the Bank | 29 giugno 2014 | Boston       | Seth Rollins    | Dean Ambrose, Dolph Ziggler, Jack Swagger, Kofi Kingston e Rob Van Dam                         |
| 16º | Money in the Bank | 14 giugno 2015 | Columbus     | Sheamus         | Dolph Ziggler, Kane, Kofi Kingston, Neville, Randy Orton e Roman Reigns                        |
| 17º | Money in the Bank | 19 giugno 2016 | Paradise     | Dean Ambrose    | Alberto Del Rio, Cesaro, Chris Jericho, Kevin Owens e Sami Zayn                                |
| 18º | Money in the Bank | 18 giugno 2017 | St. Louis    | Baron Corbin    | AJ Styles, Dolph Ziggler, Kevin Owens, Sami Zayn e Shinsuke Nakamura                           |
| 19º | Money in the Bank | 17 giugno 2018 | Rosemont     | Braun Strowman  | Bobby Roode, Finn Bálor, Kevin Owens, Kofi Kingston, The Miz, Rusev e Samoa Joe                |
| 20º | Money in the Bank | 19 maggio 2019 | Hartford     | Brock Lesnar    | Ali, Andrade, Baron Corbin, Drew McIntyre, Finn Bálor, Randy Orton e Ricochet                  |
| 21º | Money in the Bank | 10 maggio 2020 | Stamford     | Otis            | AJ Styles, Aleister Black, Daniel Bryan, King Corbin e Rey Mysterio                            |
| 22º | Money in the Bank | 18 luglio 2021 | Fort Worth   | Big E           | Drew McIntyre, John Morrison, Kevin Owens, Shinsuke Nakamura, Ricochet, Riddle e Seth Rollins  |
| 23º | Money in the Bank | 2 luglio 2022  | Paradise     | Theory          | Drew McIntyre, Madcap Moss, Omos, Riddle, Sami Zayn, Seth Rollins e Sheamus                    |
| 24º | Money in the Bank | 1º luglio 2023 | Londra       | Damian Priest   | Butch, LA Knight, Logan Paul, Ricochet, Santos Escobar e Shinsuke Nakamura                     |
| 25° | Money in the Bank | 6 luglio 2024  | Toronto      | Drew McIntyre   | Andrade, Carmelo Hayes, Chad Gable, Jey Uso e LA Knight                                        |
| 26° | Money in the Bank | 7 giugno 2025  | Los Angeles  | Seth Rollins    | Andrade, El Grande Americano, LA Knight, Penta e Solo Sikoa                                    |

## Statistiche

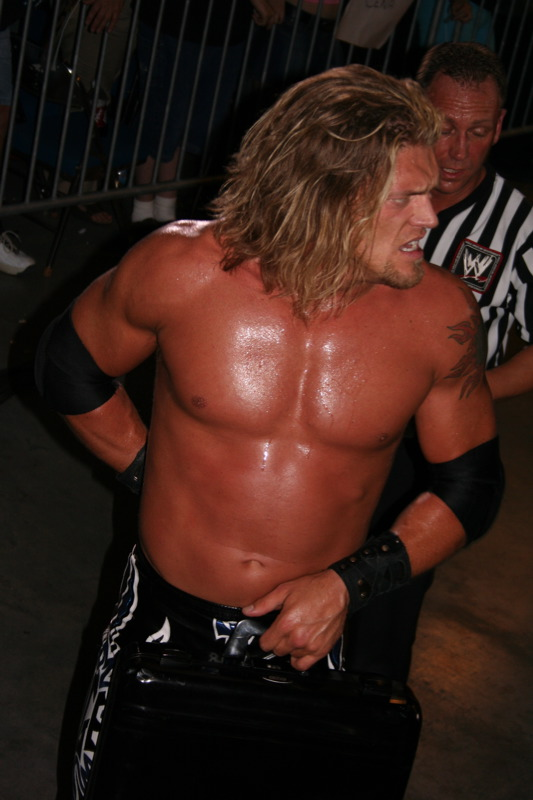
Edge, vincitore del primo Money in the Bank

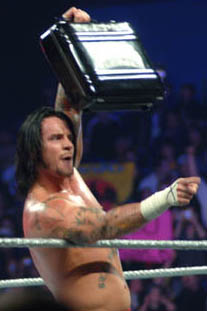
CM Punk, vincitore di due Money in the Bank di fila

| Partecipanti                   | Apparizioni | Vittorie |
| ------------------------------ | ----------- | -------- |
| Kane                           | 7           | 1        |
| Kofi Kingston                  | 7           | 0        |
| Dolph Ziggler                  | 6           | 1        |
| Drew McIntyre                  | 6           | 1        |
| Christian                      | 6           | 0        |
| Randy Orton                    | 5           | 1        |
| Chris Jericho                  | 5           | 0        |
| Shelton Benjamin               | 5           | 0        |
| CM Punk                        | 4           | 2        |
| Seth Rollins                   | 4           | 2        |
| Jack Swagger                   | 4           | 1        |
| The Miz                        | 4           | 1        |
| Sheamus                        | 4           | 1        |
| Cody Rhodes                    | 4           | 0        |
| Kevin Owens                    | 4           | 0        |
| Matt Hardy                     | 4           | 0        |
| Baron Corbin/King Corbin       | 3           | 1        |
| Daniel Bryan                   | 3           | 1        |
| Dean Ambrose                   | 3           | 1        |
| Edge                           | 3           | 1        |
| Rob Van Dam                    | 3           | 1        |
| Andrade                        | 3           | 0        |
| Evan Bourne                    | 3           | 0        |
| Finlay                         | 3           | 0        |
| John Morrison                  | 3           | 0        |
| LA Knight                      | 3           | 0        |
| MVP                            | 3           | 0        |
| Ricochet                       | 3           | 0        |
| Sami Zayn                      | 3           | 0        |
| Shinsuke Nakamura              | 3           | 0        |
| Alberto Del Rio                | 2           | 1        |
| Damien Sandow                  | 2           | 1        |
| Mr. Kennedy                    | 2           | 1        |
| AJ Styles                      | 2           | 0        |
| Antonio Cesaro/Cesaro          | 2           | 0        |
| Big Show                       | 2           | 0        |
| Chad Gable/El Grande Americano | 2           | 0        |
| Finn Bálor                     | 2           | 0        |
| Mark Henry                     | 2           | 0        |
| Rey Mysterio                   | 2           | 0        |
| Riddle                         | 2           | 0        |
| Sin Cara                       | 2           | 0        |
| Wade Barrett                   | 2           | 0        |
| Big E                          | 1           | 1        |
| Braun Strowman                 | 1           | 1        |
| Brock Lesnar                   | 1           | 1        |
| Damian Priest                  | 1           | 1        |
| John Cena                      | 1           | 1        |
| Otis                           | 1           | 1        |
| Theory                         | 1           | 1        |
| Aleister Black                 | 1           | 0        |
| Alex Riley                     | 1           | 0        |
| Ali                            | 1           | 0        |
| Bobby Lashley                  | 1           | 0        |
| Bobby Roode                    | 1           | 0        |
| Butch                          | 1           | 0        |
| Carlito                        | 1           | 0        |
| Carmelo Hayes                  | 1           | 0        |
| Chris Benoit                   | 1           | 0        |
| Fandango                       | 1           | 0        |
| Heath Slater                   | 1           | 0        |
| Jeff Hardy                     | 1           | 0        |
| Jey Uso                        | 1           | 0        |
| Justin Gabriel                 | 1           | 0        |
| King Booker                    | 1           | 0        |
| Logan Paul                     | 1           | 0        |
| Madcap Moss                    | 1           | 0        |
| Neville                        | 1           | 0        |
| Omos                           | 1           | 0        |
| Penta                          | 1           | 0        |
| R-Truth                        | 1           | 0        |
| Ric Flair                      | 1           | 0        |
| Roman Reigns                   | 1           | 0        |
| Rusev                          | 1           | 0        |
| Samoa Joe                      | 1           | 0        |
| Santino Marella                | 1           | 0        |
| Santos Escobar                 | 1           | 0        |
| Solo Sikoa                     | 1           | 0        |
| Ted DiBiase Jr.                | 1           | 0        |
| Tensai                         | 1           | 0        |
| Tyson Kidd                     | 1           | 0        |